# Inder Jeet Bahadursingh
Inder Jeet Bahadursingh fue un diplomático, indio.
1948 fue Representante de la India en la Comisión Temporal de la ONU para Corea.
De  1953 a 1954 fue consejero de Kodendera Subayya Thimayya (1906-17 décembre 1965), presidente de la Neutral Nations Repatriation Commission de Corea.
De 1958 a 1961 fue Alto Comisionado en África Oriental Británica, Rodesia del Sur, Rodesia del Norte, Nyasalandia, cónsul general, Congo Belga y Ruanda-Urundi. 
De 1961 a 1963 fue oficial político en Sikkim y Bután.
De 1964 a 1967 fue secretario adjunto en el ministerio de asuntos Exteriores en Nueva Delhi.
En 1965 fue Secretario General de la Delegación de la India a la Segunda Conferencia Afroasiática en Argel.
En 1966 fue Secretario General de la Delegación de la India, Conferencia Tripartita entre los jefes de Estado de la India, Egipto y Yugoslavia.
De  1967 a 1969 fue embajador en Roma y Alto Comisionado en La Valeta (Malta).;
De  1969 a 1972 fue embajador en El Cairo con acredition en Trípoli y Saná, Yemen.
En 1970 fue miembro de la delegación de la India a la Conferencia de las Naciones Movimiento de Países No Alineados en Lusaka (Zambia).
En 1971 fue asesor principal de la delegación de la India a la 26.ª reunión de la Asamblea General de las Naciones Unidas, Nueva York.
Fue profesor visitante de la Escuela de Estudios Internacionales en la en:Jawaharlal Nehru University.